# Chlorid radnatý
Chlorid radnatý (RaCl2) je radioaktivní anorganická sloučenina, první sloučenina radia izolovaná v čisté podobě; Marie Curie a André-Louis Debierne použili tuto látku k oddělení radia od barya. Kovové radium bylo poprvé připraveno elektrolýzou roztoku RaCl2 za použití rtuťové katody.

## Příprava
Chlorid radnatý krystalizuje z roztoku jako dihydrát, ze kterého lze krystalovou vodu odstranit žíháním při 100 °C na vzduchu po jednu hodinu a následně 5,5hodinovým žíháním v argonu při 520 °C. Je-li očekávána přítomnost dalších aniontů, dehydratace by měla být provedena za přítomnosti chlorovodíku.
Chlorid radnatý lze také připravit dehydratací síranu radnatého suchým vzduchem a následným žíháním síranu  proudu chlorovodíku nebo zahříváním bromidu radnatého v chlorovodíku.

## Vlastnosti
Chlorid radnatý je bezbarvá až bílá sůl, která se – obzvláště, je-li zahřívána – vyznačuje modrozelenou luminiscencí. S časem se jeho barva mění na žlutou; případná příměs barya způsobí růžový odstín. Je hůře rozpustný ve vodě než ostatní chloridy kovů alkalických zemin – při 25 °C je jeho rozpustnost 245 g/l, zatímco u chloridu barnatého je to 307 g/l; v roztocích kyseliny chlorovodíkové je tento rozdíl ještě výraznější. Tato vlastnost se využívá v prvních krocích oddělování radia od barya frakční krystalizací. RaCl2 je nerozpustný v koncentrované kyselině chlorovodíkové.
Plynný chlorid radnatý tvoří molekuly RaCl2 podobně jako je tomu u ostatních halogenidů kovů alkalických zemin. Plyn vykazuje silnou absorpci ve viditelném spektru na vlnových délkách 676,3 nm a 649,8 nm; disociační energie vazby Ra-Cl je odhadována na 2,9 eV a její délka na 292 pm.
Na rozdíl od diamagnetického chloridu barnatého je chlorid radnatý paramagnetický. Od chloridu barnatého se liší i barvením plamene: zatímco BaCl2 barví plamen do zelena, RaCl2 jej barví do červena.

## Použití
Chlorid radnatý se používá v úvodních fázích oddělování radia od barya během extrakce radia z uraninitu.
Také se používá v lékařství k získávání radonu, který se následně využívá v radioterapii.
223RaCl2 je radiofarmakum vyzařující částice alfa, které se využívá v radioterapii a patří k nejpotentnějším léčivům vůbec; obvyklá dávka u dospělého člověka (50 kBq/kg) odpovídá přibližně 60 nanogramům.